# 1875 au Nouveau-Brunswick
Chronologie du Nouveau-Brunswick
- 1871
- 1872
- 1873
- 1874
- 1875
- 1876
- 1877
- 1878
- 1879

Cette page concerne les événements survenus en 1875 dans la province canadienne du Nouveau-Brunswick.

## Événements
- Janvier : affaire Louis Mailloux.

## Naissances
- 12 juin : Sam De Grasse, acteur.
- 17 octobre : Ferdinand Robidoux, député.
- 24 novembre : Albion Roudolph Foster, député.
- 24 décembre : John Anthony McDonald, sénateur.

## Décès
- 28 janvier : Louis Mailloux, héros acadien.
- 25 février : Francis Pym Harding, lieutenant-gouverneur du Nouveau-Brunswick.